# Liste der Nummer-eins-Hits in Spanien (1961)
Dies ist eine Liste der Nummer-eins-Hits in Spanien im Jahr 1961. Sie basiert auf den offiziellen Chartlisten der Asociación Fonográfica y Videográfica de España (AFYVE, heute Promusicae), der spanischen Landesgruppe der IFPI.

| | Liste der Nummer-eins-Hits in Spanien | Liste der Nummer-eins-Hits in Spanien | Liste der Nummer-eins-Hits in Spanien           | 1962 →                    |
| \| Zeitraum \| Wo. ges. \| Interpret \| Titel Autor(en) \| Zusätzliche Informationen \| \| (Zeitraum, Wochen auf Platz eins, Interpret, Titel, Autor[en], zusätzliche Informationen) \| \| \| \| \| \| ----------------------------------------------------------------------------------------- \| -------- \| ----------------- \| ----------------------------------------------- \| ------------------------- \| \| 26. Dezember 1960 – 12. Februar 1961 7 Wochen \| 7 \| The Brothers Four \| Greenfields \| – \| \| 13. Februar 1961 – 26. Februar 1961 2 Wochen \| 2 \| Elvis Presley \| Are You Lonesome Tonight? Lou Handman, Roy Turk \| – \| \| 27. Februar 1961 – 12. März 1961 2 Wochen \| 2 \| The Brothers Four \| The Green Leaves of Summer \| – \| \| 13. März 1961 – 9. April 1961 4 Wochen (insgesamt 11) \| 11 \| Dúo Dinámico \| Quince Años Tiene Mi Amor \| – \| \| 10. April 1961 – 16. April 1961 1 Woche \| 1 \| Adriano Celentano \| 24.000 baci \| – \| \| 17. April 1961 – 4. Juni 1961 7 Wochen (insgesamt 11) \| 11 \| Dúo Dinámico \| Quince Años Tiene Mi Amor \| – \| \| 5. Juni 1961 – 2. Juli 1961 4 Wochen \| 4 \| Dúo Dinámico \| Poesía En Movimiento (Poetry in Motion) \| – \| \| 3. Juli 1961 – 16. Juli 1961 2 Wochen \| 2 \| Antonio Prieto \| La Novia \| – \| \| 17. Juli 1961 – 30. Juli 1961 2 Wochen \| 2 \| Dúo Dinámico \| Exodus \| – \| \| 31. Juli 1961 – 6. August 1961 1 Woche \| 1 \| Dúo Dinámico \| Estando Contigo \| – \| \| 7. August 1961 – 3. September 1961 4 Wochen \| 4 \| Paul Anka \| Tonight My Love, Tonight \| – \| \| 4. September 1961 – 17. September 1961 2 Wochen \| 2 \| José Guardiola \| Enamorada \| – \| \| 18. September 1961 – 19. November 1961 9 Wochen \| 9 \| Dúo Dinámico \| Quisiera Ser \| – \| \| 20. November 1961 – 7. Januar 1962 7 Wochen \| 7 \| Lucho Gatica \| Moliendo Café \| – \| |                                       |                                       |                                                 |                           |
| |                                       |                                       |                                                 | → 1962 →                  |
| Zeitraum | Wo. ges.                              | Interpret                             | Titel Autor(en)                                 | Zusätzliche Informationen |
| (Zeitraum, Wochen auf Platz eins, Interpret, Titel, Autor[en], zusätzliche Informationen) |                                       |                                       |                                                 |                           |
| 26. Dezember 1960 – 12. Februar 1961 7 Wochen | 7                                     | The Brothers Four                     | Greenfields                                     | –                         |
| 13. Februar 1961 – 26. Februar 1961 2 Wochen | 2                                     | Elvis Presley                         | Are You Lonesome Tonight? Lou Handman, Roy Turk | –                         |
| 27. Februar 1961 – 12. März 1961 2 Wochen | 2                                     | The Brothers Four                     | The Green Leaves of Summer                      | –                         |
| 13. März 1961 – 9. April 1961 4 Wochen (insgesamt 11) | 11                                    | Dúo Dinámico                          | Quince Años Tiene Mi Amor                       | –                         |
| 10. April 1961 – 16. April 1961 1 Woche | 1                                     | Adriano Celentano                     | 24.000 baci                                     | –                         |
| 17. April 1961 – 4. Juni 1961 7 Wochen (insgesamt 11) | 11                                    | Dúo Dinámico                          | Quince Años Tiene Mi Amor                       | –                         |
| 5. Juni 1961 – 2. Juli 1961 4 Wochen | 4                                     | Dúo Dinámico                          | Poesía En Movimiento (Poetry in Motion)         | –                         |
| 3. Juli 1961 – 16. Juli 1961 2 Wochen | 2                                     | Antonio Prieto                        | La Novia                                        | –                         |
| 17. Juli 1961 – 30. Juli 1961 2 Wochen | 2                                     | Dúo Dinámico                          | Exodus                                          | –                         |
| 31. Juli 1961 – 6. August 1961 1 Woche | 1                                     | Dúo Dinámico                          | Estando Contigo                                 | –                         |
| 7. August 1961 – 3. September 1961 4 Wochen | 4                                     | Paul Anka                             | Tonight My Love, Tonight                        | –                         |
| 4. September 1961 – 17. September 1961 2 Wochen | 2                                     | José Guardiola                        | Enamorada                                       | –                         |
| 18. September 1961 – 19. November 1961 9 Wochen | 9                                     | Dúo Dinámico                          | Quisiera Ser                                    | –                         |
| 20. November 1961 – 7. Januar 1962 7 Wochen | 7                                     | Lucho Gatica                          | Moliendo Café                                   | –                         |